# Université de Coblence-Landau
L'université de Coblence-Landau (en allemand, Universität Koblenz-Landau) est une université allemande, à Coblence et Landau. Les deux villes Coblence et Landau se trouvent en Rhénanie-Palatinat. L'université a été fondée en 1990. Une partie de l'administration de l'université se trouve à Mayence, la capitale du land de Rhénanie-Palatinat.